# Amt Kellinghusen
Amt Kellinghusen er et amt i det nordlige Tyskland, beliggende i den nordøstlige del af Kreis Steinburg. Kreis Steinburg ligger i den centrale del af delstaten Slesvig-Holsten. Administrationen er beliggende i byen Kellinghusen.

## Kommuner i Amtet
| - Brokstedt - Fitzbek - Hennstedt - Hingstheide - Hohenlockstedt - Kellinghusen, by - Lockstedt | - Mühlenbarbek - Oeschebüttel - Poyenberg - Quarnstedt - Rade - Rosdorf | - Sarlhusen - Störkathen - Wiedenborstel - Willenscharen - Wrist - Wulfsmoor |

## Historie
Amt Kellinghusen blev dannet 1. januar 2008 af den tidligere amtsfrie by Kellinghusen, kommunerne fra det tidligere Amt Kellinghusen-Land (på nær kommunerne Auufer og Wittenbergen) og de til det tidligere Amt Hohenlockstedt hørende kommuner Hohenlockstedt og Lockstedt.

## Eksterne kilder og henvisninger
1. ↑  "Kommunesammenlægning"

- Amt Kellinghusen